# Pauline de Meulan
Elisabeth-Charlotte-Pauline de Meulan, coniugata Guizot (Parigi, 2 novembre 1773 – Parigi, 1º agosto 1827) è stata una scrittrice francese.

## Biografia
Figlia del conte Charles de Meulan, Pauline de Meulan vide il patrimonio di famiglia decimato durante la Rivoluzione francese e cominciò a dedicarsi alla scrittura per mantenere se stessa e la famiglia. Grazie all'aiuto di Jean-Baptiste-Antoine Suard, iniziò a scrivere sulla rivista Le Publiciste nel 1799 e, nello stesso anno, pubblicò il suo primo romanzo, Les Contradictions. Sempre nel 1799 realizzò una traduzione in francese del romanzo epistolare Emma Courtenay di Mary Hays. Nel 1812 sposò François Guizot, più giovane di lei di quattordici anni. Insieme al marito, lavorò alla rivista Annales de l'éducation e contribuì alla stesura di Abailard et Héloise: essai historique.
Descritta da Charles Augustin de Sainte-Beuve come la migliore e più importante moralista dopo Jean-Jacques Rousseau, Pauline de Meulan fu autrice di alcune opere di carattere letterario e morale, nonché diverse raccolte di racconti e novelle educative per l'infanzia.
Morì nella natia Parigi nel 1827, all'età di cinquantatré anni, dopo aver contratto la tubercolosi. Fu sepolta nel cimitero di Père-Lachaise.

## Opere
- Les Contradictions, ou ce qui peut arriver (1799)
- La Chapelle d’Ayton, ou Emma Courtenay (1799)
- Essais de littérature et de morale (1802)
- Écolier, ou Raoul et Victor (1821)
- Lettres de famille sur l'éducation (1826)
- Une famille (1828)
- Conseils de morale, ou Essais sur l'homme, la société, la littérature (1828)